# Alonso de Austria
Alonso (o Alfonso) de Austria (Madrid, 22 de septiembre de 1611-Madrid, 16 de septiembre de 1612) fue un infante de España del siglo XVII muerto en la infancia.

## Biografía
Nació en el Monasterio de El Escorial, fruto del matrimonio formado por el rey Felipe III de España y Margarita de Austria-Estiria.
Fue el último de los ocho hijos de los cónyuges y el cuarto de los varones. Como consecuencia de este parto se produjo la muerte de su madre, que falleció unos días después del mismo. Esta circunstancia le valió el sobrenombre de el Caro, por lo que fue conocido en su corta vida como don Alonso el Caro.
Fue bautizado en el monasterio de El Escorial en el que había nacido, el día 8 de octubre de ese mismo año en la fiesta de San Francisco de Asís. El bautizo no tuvo un carácter público y festivo, por la reciente muerte de su madre. Sus padrinos de bautismo fueron sus hermanos mayores la infanta Ana y el príncipe Felipe, siéndole administrado el sacramento por Diego de Guzmán. Fue llevado hasta la pila bautismal por su primo el príncipe Manuel Filiberto de Saboya.
La elección del nombre Alonso, o Alfonso, estuvo relacionada con el recuerdo de los antiguos reyes de Castilla.
Falleció sin haber cumplido el año de edad y fue llevado al monasterio de San Lorenzo de El Escorial. Su tumba se encuentra en la sexta cámara del Panteón de Infantes, comúnmente conocido como mausoleo de párvulos, bajo la inscripción:
ALPHONSVS, PHILIPPI III FILIVS
Su padre Felipe III aceptó la muerte del infante con resignación cristiana, al igual que había ocurrido con la muerte de su propia esposa Margarita.